# Frank ja Wendy
Frank ja Wendy és una pel·lícula d'animació estònia del 2005 dirigida per Kaspar Jancis, Ülo Pikkov, i Priit Tender. Es va estrenar el 3 de desembre de 2004 al Festival de Cinema Nits Negres de Tallinn i el 25 de març de 2005 als cinemes estonians.

## Argument
Dos agents secrets estatunidencs, Frank i Wendy, són enviats al lloc més perillós del món anomenat Estònia. Estònia resulta ser un lloc ridícul, fins i tot més que els mateixos agents. L'eix del mal segueix atacant a Frank i Wendy, per als quals salvar el món es converteix en la seva feina diària.

## Repartiment
- Peeter Oja
- Jan Uuspõld Jan Uuspõld
- Janne Shevtshenko
- Andrus Vaarik
- Anne Reemann
- Eduard Toman
- Tarmo Männard

## Premis
- 2004: premi anual de Dotació Cultural d'Estònia (millor pel·lícula d'animació de l'any)
- 2005: ANIFEST - Festival Internacional de Pel·lícules d'Animació (Teplice, República Txeca), millor pel·lícula de televisió
- 2006: FEST – Festival de Vídeo i Cinema Juvenil (Espinho, Portugal), premi del públic a la millor pel·lícula d'animació